# 凌懋翁
凌懋翁（？—？），字師德，安吉州安吉縣人。
凌時中之子。早年為國子監監生，泰定二年（1325年）進士，授安鄉縣尹。歷知連州，“招諭諸洞，蠻酋悅服”。至正四年（1344年），任兩浙鄉試考官。官終秘書監。